# Barlahida, Zala
Barlahida  este un sat în districtul Lent, județul Zala, Ungaria, având o populație de 161 de locuitori (2011). 

## Demografie
Componența etnică a satului Barlahida
     Maghiari (95,9%)
     Germani (4,1%)
Componența confesională a satului Barlahida
     Romano-catolici (36,02%)
     Luterani (21,74%)
     Reformați (9,32%)
     Fără religie (2,48%)
     Necunoscută (30,43%)
Conform recensământului din 2011, satul Barlahida avea 161 de locuitori. Din punct de vedere etnic, majoritatea locuitorilor (95,9%) erau maghiari, cu o minoritate de germani (4,1%). Nu există o religie majoritară, locuitorii fiind romano-catolici (36,02%), luterani (21,74%), reformați (9,32%) și persoane fără religie (2,48%). Pentru 30,43% din locuitori nu este cunoscută apartenența confesională.